# Просторовий заряд
Просторовий заряд — розподілений нескомпенсований електричний заряд одного знаку.
Просторові заряди виникають у вакуумних та газорозрядних лампах в просторі між електродами, а також в неоднорідних областях напівпровідникових приладів, і сильно впливають на проходження струму через ці області, призводячи до нелінійних вольт-амперних характеристик таких приладів.

## Приклади
Наприклад, у вакуумному діоді при протіканні струму між катодом і анодом у проміжку між ними існує певна концентрація електронів, які мають від'ємний заряд. Водночас у цій області немає додатньо заряджених іонів, а тому утворюється від'ємно заряджена електронна хмара. Ця хмара перешкоджає емісії електронів з катода.
Просторові заряди виникають також в напівпровідникових діодах в області p-n переходу. Електрони із напівпровідника n-типу в області такого переходу дифундують в напівпровідник p-типу, де рекомібінують з дірками. Аналогічно, дірки дифундують із напівпровідника p-типу в напівпровідник n-типу, де рекомбінують з електронами. Як наслідок навколо p-n переходу виникають області з недостачею електронів та області з надлишком електронів, відповідно позитивно і негативно заряджені. В області напівпровідника n-типу з недостачею електронів, додатній заряд створюється донорами, а в області p-типу з надлишком від'ємний заряд створюється акцепторами, на які електрони захоплюються.

## Електричне поле в області просторового заряду
Нескомпенсовані електричні заряди створюють навколо себе електричне поле. Тому області просторового заряду є водночас областями неоднорідного електричного поля. Така ситуація докорінно відмінна від випадку протікання електричного струму в однорідних провідниках чи напівпровідниках. При протіканні електричного струму через однорідну речовину, в кожній точці цієї речовини зберігається електрична нейтральність, а електричне поле залишається рівномірним. В області просторового заряду електричне поле неоднорідне. Зазвичай на ці області припадає основна частина падіння напруги при протіканні струму.

## Обмежений просторовим зарядом струм
Електричний струм у вакуумному діоді внаслідок неоднорідності електричного поля в області просторового заряду нелінійно залежить від напруги між електродами.
{\displaystyle j=CV^{3/2}\,},
де {\displaystyle j} — густина струму, V — напруга, а C — коефіцієнт, який залежить від форми електродів. Для плоских електродів
{\displaystyle C={\frac {1}{9\pi L^{2}}}{\sqrt {\frac {2e}{m}}}}.
Тут L — віддаль між електродами, e — заряд електрона, m — маса електрона.
Ця залежність носить назву закону Чайльда-Ленгмюра.
Таким чином, вольт-амперна характеристика вакуумного діода суттєво нелінійна. При малих напругах між електродами просторовий заряд сильно перешкоджає проходженню струму. Збільшення напруги призводить до розтягання області просторового заряду, а тому струм зростає швидше, ніж за лінійним законом.